# Hoplitis matheranensis
Hoplitis matheranensis är en biart som först beskrevs av Michener 1966.  Hoplitis matheranensis ingår i släktet gnagbin, och familjen buksamlarbin. Inga underarter finns listade i Catalogue of Life.